# 사오빙
사오빙(중국어 간체자: 烧饼, 정체자: 燒餅, 병음: shāobǐng) 또는 유쑤 사오빙(중국어 간체자: 油酥烧饼, 정체자: 油酥燒餅, 병음: yóusū shāobǐng)은 중국의 납작빵인 빙의 하나이다. 소를 넣기도 하며, 화덕에 구워 내거나 기름에 지져 낸다.

## 같이 보기
- 라오빙
- 젠빙